# Scott Thompson Baker
Scott Thompson Baker (ur. 15 września 1960) – amerykański aktor.

## Filmografia
- 2006: Na ostrzu: Droga po złoto (Cutting Edge: Going for the Gold, The) jako Doug Dorsey
- 2002: Mr. Deeds – Milioner z przypadku (Mr. Deeds) jako Prezenter wiadomości
- 1999–2004: Anioł Ciemności (Angel) jako Aktor (gościnnie)
- 1998: Dusza towarzystwa: historia Pameli Harriman (Life of the Party: The Pamela Harriman Story) jako Młody Averell Harriman
- 1997: Our Boy jako Foreman
- 1997: Alright Already (gościnnie)
- 1996–1997: Savannah jako Brian Alexander (1996)
- 1995–2005: JAG – Wojskowe Biuro Śledcze (JAG) jako Major Russell (gościnnie)
- 1995–1996: Almost Perfect jako Bob MacMillan (gościnnie)
- 1994–2000: Ich Pięcioro (Party of Five) (gościnnie)
- 1993–1999: Star Trek: Stacja kosmiczna (Star Trek: Deep Space Nine) jako Pierwszy Kudak'Etan (gościnnie)
- 1993: Perry Mason: The Case of the Skin-Deep Scandal jako Scott Collins
- 1991: Żona rzeźnika (Butcher's Wife, The) jako Połykacz ognia
- 1991–1993: Dark Justice (gościnnie)
- 1990–1997: Skrzydła (Wings) jako Michael (gościnnie)
- 1989–2001: Słoneczny patrol (Baywatch) jako Pete Miller (gościnnie)
- 1987: Moda na sukces (Bold and the Beautiful, The) jako Connor Davis (1993-1998, 2000, 2002, 2005)
- 1987: Descanse en piezas
- 1986–1995: Matlock jako Daniel Wallace (1993) (gościnnie)
- 1981–1990: Falcon Crest (gościnnie)